# Tzipora Obziler
Tzipora Obziler (Tel Aviv, 19 april 1973) is een voormalig professioneel tennisspeelster uit Israël. Haar bijnaam in het tenniscircuit is Tzipi.

## Loopbaan
Obziler begon haar tennisleven toen zij tien jaar oud was, toen zij met vrienden begon te spelen op een lokale tennisbaan in Tel Aviv. Zij speelt rechtshandig en heeft een tweehandige backhand. Zij was nummer 1 op de ranglijst van de Israeli Tennis Association in het najaar van 1996. Zij werd professional in april 1997.
Obziler wist geen WTA-toernooi te winnen. Wel wist zij eenmaal een finale te bereiken. Dit deed zij in 2007 in de Chinese stad Guangzhou. Zij deed ook mee aan de Olympische Zomerspelen van 2008 in Peking maar behaalde geen medaille.
In de periode 1994–2009 maakte Obziler deel uit van het Israëlische Fed Cup-team – zij behaalde daar een winst/verlies-balans van 51–39. In 2002 en in 2008 speelde zij in de eerste ronde van de Wereldgroep.
Haar beste resultaat op de grandslamtoernooien is het bereiken van de tweede ronde. Haar hoogste notering op de WTA-ranglijst is de 75e plaats, die zij bereikte in juli 2007.
Zij beëindigde haar beroepsloopbaan als tennisser in mei 2009.

## Posities op deWTA-ranglijst
Positie per einde seizoen:
| jaar | rang enkelspel | rang dubbelspel |
| ---- | -------------- | --------------- |
| 1989 | 581            | –               |
| 1990 | 555            | 579             |
| 1991 | 588            | 651             |
| 1992 | 495            | 510             |
| 1993 | 471            | 334             |
| 1994 | 477            | 297             |
| 1995 | 643            | 608             |
| 1996 | 463            | 583             |
| 1997 | 326            | 376             |
| 1998 | 240            | 401             |
| 1999 | 222            | 202             |
| 2000 | 203            | 261             |
| 2001 | 629            | –               |
| 2002 | 190            | 798             |
| 2003 | 129            | 305             |
| 2004 | 109            | 350             |
| 2005 | 134            | 190             |
| 2006 | 110            | 435             |
| 2007 | 82             | 494             |
| 2008 | 176            | 252             |

## Palmares
| Legenda                |
| ---------------------- |
| Grandslamtoernooi      |
| Olympische Spelen      |
| Year-End Championships |
| Tier I                 |
| Tier II                |
| Tier III               |
| Tier IV & V            |

### WTA-finaleplaatsen enkelspel
| nr.              | finale     | toernooi      | ondergrond | tegenstandster   | score    |         |
| ---------------- | ---------- | ------------- | ---------- | ---------------- | -------- | ------- |
| gewonnen finales |            |               |            |                  |          |         |
| geen             |            |               |            |                  |          |         |
| verloren finales |            |               |            |                  |          |         |
| 1.               | 2007-09-30 | WTA Guangzhou | hardcourt  | Virginie Razzano | 0-6, 3-6 | details |

### WTA-finaleplaatsen dubbelspel
geen

### Gewonnen ITF-toernooien enkelspel
| nr. | finale     | toernooi   | dotatie | tegenstandster in finale | score              |
| --- | ---------- | ---------- | ------- | ------------------------ | ------------------ |
| 1.  | 1997-03-01 | Jaffa      | $10.000 | Nóra Köves               | 7-5, 6-4           |
| 2.  | 1997-06-08 | Antalya    | $10.000 | Gilberk Gultekin         | 6-0, 6-4           |
| 3.  | 1998-03-22 | Jaffa      | $10.000 | Nadzeja Astrowskaja      | 6-3, 6-3           |
| 4.  | 1999-05-30 | Guimarães  | $10.000 | Paula Hermida            | 6-0, 6-4           |
| 5.  | 1999-06-06 | Azeméis    | $10.000 | Raluca Ciochina          | 6-1, 6-1           |
| 6.  | 1999-07-04 | Istanbul   | $10.000 | Daniela Cocos            | 6-0, 6-2           |
| 7.  | 1999-08-15 | Istanbul   | $10.000 | Nadzeja Astrowskaja      | 6-0, 7-5           |
| 8.  | 2000-11-05 | Ashkelon   | $10.000 | Tetiana Luzhanska        | 4-1, 3-5, 4-1, 4-1 |
| 9.  | 2000-11-26 | Beër Sjeva | $10.000 | Yevgenia Savransky       | 4-1, 4-0, 2-4, 4-0 |
| 10. | 2000-12-01 | Mumbai     | $25.000 | Adriana Barna            | 6-2, 6-2           |
| 11. | 2000-12-08 | Nonthaburi | $25.000 | Ivana Abramović          | 6-4, 6-4           |
| 12. | 2005-06-04 | Raänana    | $25.000 | Margalita Tsjachnasjvili | 6-0, 6-2           |
| 13. | 2006-08-06 | Washington | $50.000 | Camille Pin              | 7-5, 2-5, opg.     |
| 14. | 2008-03-23 | Tenerife   | $25.000 | Carla Suárez Navarro     | 6-2, 6-3           |

### Gewonnen ITF-toernooien dubbelspel
| nr. | finale     | toernooi       | dotatie | partner             | tegenstandsters in finale                          |               |
| --- | ---------- | -------------- | ------- | ------------------- | -------------------------------------------------- | ------------- |
| 1.  | 1999-05-30 | Guimarães      | $10.000 | Kelly Liggan        | Sabina Da Ponte Giana Gutiérrez                    | 6-3, 6-1      |
| 2.  | 1999-06-06 | Azeméis        | $10.000 | Kelly Liggan        | Mariana Mesa Jorgelina Torti                       | 6-4, 4-6, 7-6 |
| 3.  | 1999-07-15 | Dublin         | $25.000 | Surina de Beer      | Hannah Collin Tina Hergold                         | 7-5, 4-6, 6-2 |
| 4.  | 1999-11-07 | Jaffa          | $25.000 | Hila Rosen          | Kristie Boogert Michelle Gerards                   | 6-4, 1-6, 6-4 |
| 5.  | 2000-04-02 | Norcross       | $25.000 | Julia Abe           | Lindsay Lee-Waters Jessica Steck                   | 5-7, 7-6, 6-4 |
| 6.  | 2002-05-26 | Tel Aviv       | $10.000 | Hila Rosen          | Lauren Breadmore Nathalie Neri                     | 4-6, 6-3, 6-2 |
| 7.  | 2002-12-01 | Mumbai         | $25.000 | Katarina Dashkovic  | Shelly Steaphens Scarlett Werner                   | 6-3, 4-6, 7-5 |
| 8.  | 2004-11-14 | Ramat Hasjaron | $10.000 | Danielle Steinberg  | Pemra Özgen Gabriela Velasco Andreu                | 7-5, 6-3      |
| 9.  | 2004-11-21 | Deauville      | $50.000 | Virag Nemeth        | Vanessa Henke Květa Peschke                        | 6-4, 6-1      |
| 10. | 2004-12-05 | Raänana        | $25.000 | Shahar Peer         | Bahia Mouhtasinne İpek Şenoğlu                     | 6-3, 6-0      |
| 11. | 2005-06-04 | Raänana        | $25.000 | Shahar Peer         | Daniela Klemenschits Sandra Klemenschits           | 7-6, 1-6, 6-2 |
| 12. | 2006-05-07 | Antalya        | $25.000 | Romina Oprandi      | Matea Mezak İpek Şenoğlu                           | 4-6, 6-4, 6-0 |
| 13. | 2007-03-23 | Raänana        | $10.000 | Jevgenia Linetskaja | Martina Babáková Verónica Spiegel                  | 6-1, 6-2      |
| 14. | 2008-04-04 | Patras         | $50.000 | Anastasija Jakimava | María José Martínez Sánchez Arantxa Parra Santonja | 7-5, 6-1      |

## Resultaten grandslamtoernooien
| Legenda | Legenda                          |
| ------- | -------------------------------- |
| g.t.    | geen toernooi gehouden           |
| l.c.    | lagere categorie                 |
| –       | niet deelgenomen                 |
| G       | uitgeschakeld in de groepsfase   |
| 1R      | uitgeschakeld in de eerste ronde |
| 2R      | uitgeschakeld in de tweede ronde |
| 3R      | uitgeschakeld in de derde ronde  |
| 4R      | uitgeschakeld in de vierde ronde |
| KF      | uitgeschakeld in de kwartfinale  |
| HF      | uitgeschakeld in de halve finale |
| F       | de finale verloren               |
| W       | het toernooi gewonnen            |
| w-v     | winst/verlies-balans             |

### Enkelspel
| toernooi        | 2000 |    | 2004 | 2005 | 2006 | 2007 | 2008 |
| --------------- | ---- | -- | ---- | ---- | ---- | ---- | ---- |
| Australian Open | 1R   | 2R | 2R   | 1R   | 1R   | 1R   |      |
| Roland Garros   | –    | 1R | –    | –    | 2R   | 1R   |      |
| Wimbledon       | –    | –  | –    | –    | 1R   | 1R   |      |
| US Open         | –    | 2R | –    | –    | 1R   | –    |      |

### Vrouwendubbelspel
| toernooi        | 2007 | 2008 |
| --------------- | ---- | ---- |
| Australian Open | –    | 1R   |
| Roland Garros   | 1R   | –    |
| Wimbledon       | 1R   | –    |
| US Open         | –    | –    |